# Бой у мыса Санта-Мария
Бой у мыса Санта-Мария (англ. Action of 9 August 1780) — захват испанским флотом адмирала Луиса де Кордова-и-Кордова, при поддержке французской эскадры, крупного комбинированного конвоя британских торговых судов, назначением в Ост- и Вест-Индию, и Средиземное море, произошедший 9 августа 1780, в ходе Американской революционной войны.
Потеря конвоя из шестидесяти трёх кораблей и судов нанесла серьёзный удар торговле Великобритании. Британский конвой в охранении HMS Ramillies (капитан сэр Джон Мутрей) и четырёх фрегатов покинул Портсмут в конце июля, и был перехвачен 9 августа испанским флотом. Во время боя испанцам удалось захватить 55 из 63 судов, что делает его одной из самых полных морских побед в истории. Эту потерю с горечью вспоминали в Британии ещё тридцать лет спустя в разгар Наполеоновских войн. Финансовый ущерб Британии был оценён в 1 500 000 фунтов.

## Бой
Утром 2 августа Флот Канала (адмирал Фрэнсис Гири) повстречал большой исходящий британский конвой в сопровождении HMS Ramillies и четырёх фрегатов. Конвой шёл из Портсмута и включал шестьдесят три вымпела, в том числе ост-индские и вест-индские корабли, а также 18 продовольственных, грузовых и войсковых транспортов, перевозвившие 90-й пехотный полк, предназначенный для службы в Вест-Индии Один из них имел особое значение, будучи гружен палатками и лагерными принадлежностями для войск, расквартированных на Подветренных островах. Пять Ост-Индских кораблей, кроме оружия, боеприпасов и артиллерийского обоза, везли большое количество морских припасов для снабжения британской эскадры в этом районе. Флот канала сопровождал конвой в течение нескольких часов до точки в 112 лигах от островов Силли, где они разошлись. 5 августа, у мыса Финистерре, HMS Buffalo и HMS Inflexible отделились и вернулись в Великобританию.
Эти транспорты, и более пятидесяти вест-индских, в том числе зафрахтованные короной, были захвачены флотом де Кордова. Пять ост-индцев были  Gatton, Godfrey, Hillsborough, Mountstuart и Royal George, их потеря явилась худшим бедствием в истории Ост-Индской компании. Mountstuart  и Godfrey, перед тем как сдаться, попали под огонь 120-пушечного испанского корабля Santísima Trinidad, флагмана адмирала де Кордова. Gatton также пострадал от Purisíma Concepcion и загорелся, но пожар был позже потушен и корабль захвачен. Флотилия фрегатов Сантьяго де Линьерса (исп. Santiago de Liniers) и часть эскадры Concepcion, взяли 30-пушечный Hillsborough. HMS Ramillies, два фрегата и несколько вест-индцев оторвались и ушли. Официальный испанский рапорт называет фрегаты как 36-пушечные HMS Thetis и HMS Southampton.
Захваченные призы, числом около шестидесяти, были приведены в Кадис: необычное зрелище, ведь захват такого большого конвоя любым флотом был необычен; флот де Кордовы совершил подобное дважды. Все суда, включая пять ост-индских, вошли в испанский флот. Это был серьёзный провал разведки, ибо Адмиралтейство не узнало о выходе противника в море до 4 августа, как не узнали ни Гири, ни капитан Джон Мутрей.

## Последствия
Обращение испанцев с пленными было в высшей степени мягким. Рыцарские традиции XVIII века ещё не уступили место идеологизированной ненависти революционных войн.

Мы получили четырнадцать попаданий от одного из семидесятичетырехпушечных, два человека были убиты и шесть ранены, бушприт был перебит и грозил обломиться возле нагеля, когда мы сдались Ferme (74, испанский). Всем, кроме женщин и их мужей, капитанов, первого и второго помощника, и ещё примерно шести джентльменов, было приказано перейти на борт Ferme, но нам оставили возможность вернуться; что мы все и сделали; и на борту с нами обращались со всевозможной вежливостью, гуманностью, и великодушием […] Благодаря большой доброте испанцев мы едва чувствовали своё положение, поскольку они делали все, чтобы облегчить наши несчастья, и мы никогда не ощущали себя пленниками.
Оригинальный текст (англ.)We received fourteen shot from one of the seventy-four's had two men killed and six wounded, our bowsprit shot and shivered up as far as the gammoning, when we struck to the Ferme, a 74 (Spanish). We were all, except the ladies and their husbands, the captains, first and second officers, and about six other gentlemen, ordered on board the Ferme: but on going on board, had it in our option to return; which we all did; and we met with the greatest civility, humanity, and generosity on board [...] The great kindness of the Spaniards makes our situation scarcely felt, as everything is done by them to alleviate our misfortune; and we have never yet felt that we were prisoners

— Капитан Питер Коллетт, HEICS Hillsborough , Кадис, 25 августа 1780
Эта потеря, усугубленная серьёзными потерями от штормов в Карибах, породила финансовый кризис среди страховых поручителей по всей Европе. Ллойд едва смог собрать деньги на выплату 1,2 миллионна фунтов. Многие обанкротились, и ставки военного страхования, и без того уже высокие из-за угрозы приватирства, взлетели до непомерного уровня. Потеря также усилила и сфокусировала общественное недовольство в отношении министерства, а равно поведения и командования Королевского флота.
Пять британских ост-индцев были взяты в испанскую службу, им придали целую эскадру фрегатов. Так, 30-пушечный Hillsborough вошёл в состав испанского флота как 34-пушечный Santa Balbina, 28-пушечный Mountstuart как Santa Bibiana (34), 28-пушечный Royal George как Real Jorge (30), 28-пушечный Godfrey как Santa Paula (34), а 28-пушечный Gatton стал испанским 30-пушечным Colón. Испанцы проявили большую человечность к заключённым, отплатив за великодушное отношение к их пленным соотечественникам адмирала Родни.
Капитан Джон Мутрей предстал перед военно-полевым судом и был отстранен от командования HMS Ramillies. По выражению современника, он вряд ли мог защитить конвой, но «был наказан не по своим промахам, а по размеру несчастья».